# Epanthidium boharti
Epanthidium boharti är en biart som beskrevs av Stange 1983. Epanthidium boharti ingår i släktet Epanthidium och familjen buksamlarbin. Inga underarter finns listade i Catalogue of Life.